# هالیوود (جورجیا)
هالیوود (به انگلیسی: Hollywood) یک منطقهٔ مسکونی در ایالات متحده آمریکا است که در جورجیا واقع شده‌است. هالیوود ۴۶۳٫۹۱ متر بالاتر از سطح دریا واقع شده‌است.